# フィリップ・カテリーン
フィリップ・カテリーン（Philip Catherine、1942年10月27日 - ）は、ベルギーのジャズ・ギタリストである。

## 略歴

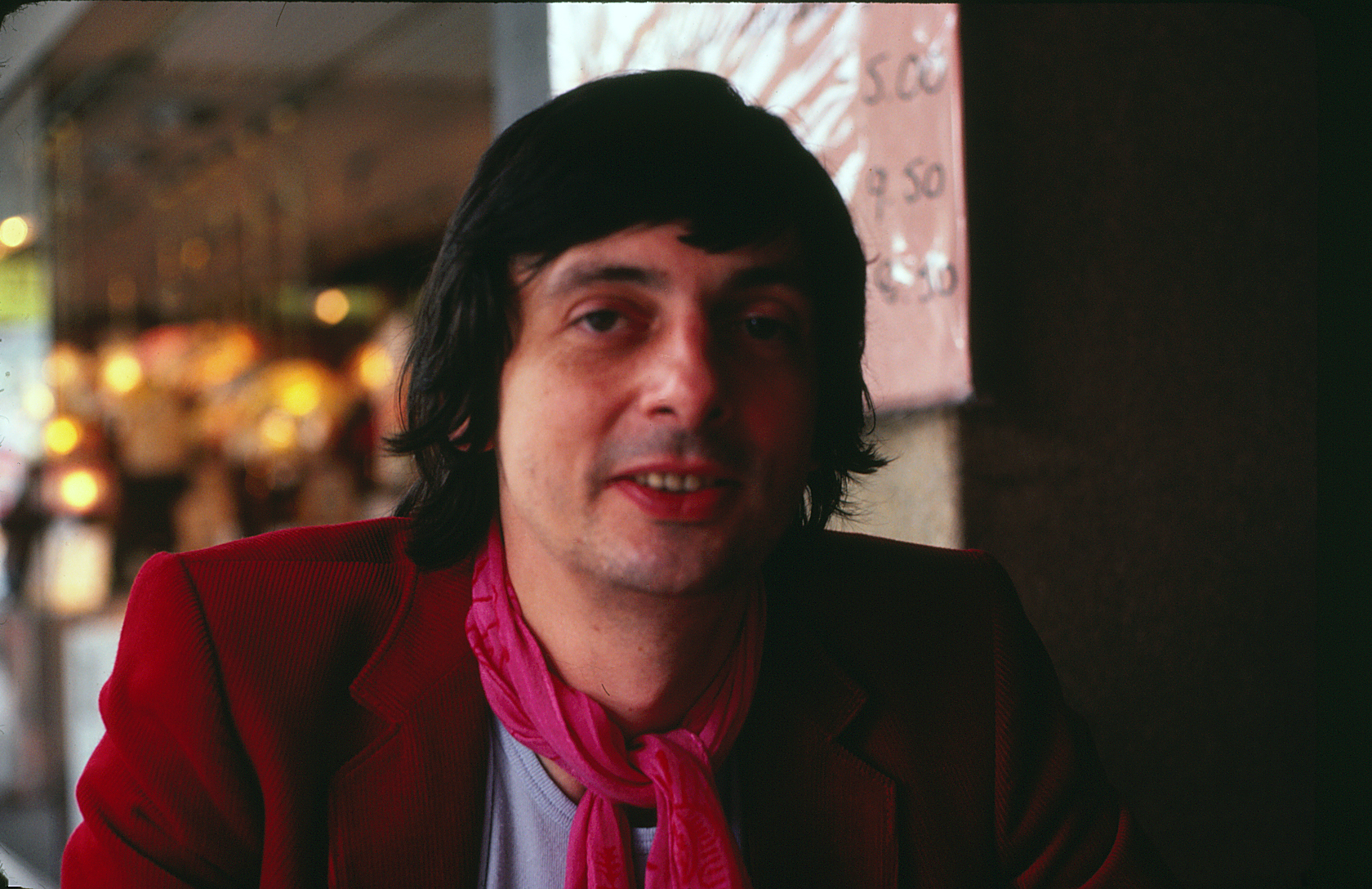
スイス・モントルーでのフィリップ・カテリーン（1980年）
Photograph by Patty Mooney

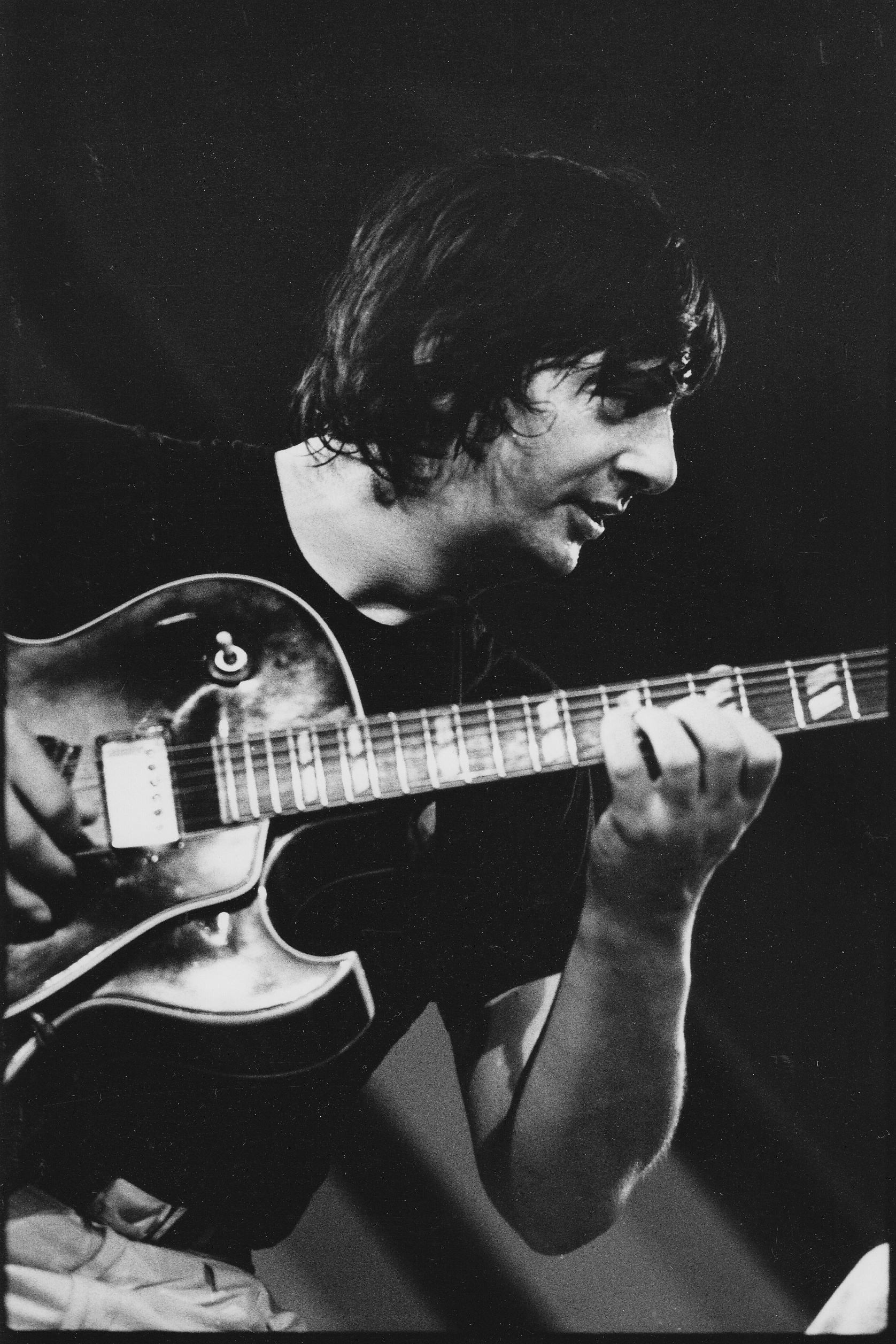
フィリップ・カテリーン、国際ジャズ・フェスティバル、プラハ、ルツェルン・ミュージック・ホール（1984年10月21日）

フィリップ・カテリーンは、ロンドンでイギリス人の母親とベルギー人の父親の間に生まれ、ブリュッセルで育った。彼の祖父はロンドン交響楽団でヴァイオリンを演奏していた。カテリーンは10代でギターを始め、17歳までに地元のライブ会場でプロとして演奏していた。 
1972年にデビュー・アルバム『ストリーム』をリリース。その後の数年間は、ボストンのバークリー音楽大学で、ミック・グッドリックとジョージ・ラッセルに師事した。1976年、彼とギタリストのラリー・コリエルは、アコースティック・デュオとしてレコーディングとツアーを行っている。翌年、チャールズ・ミンガスとレコーディングを行い、ミンガスはカテリーンのことを「ヤング・ジャンゴ」と名付けた。1976年2月から約一年間、オランダのロック・グループであるフォーカスで活動した。1980年代初頭、彼はベニー・グッドマンとの短期ツアーを行っている。彼はディディエ・ロックウッドとクリスチャン・エスクーデとのトリオを組み、その後、チェット・ベイカーともトリオを組んだ。1990年代、彼はトランペッターのトム・ハレルと3枚のアルバムを録音した。
カテリーンはまた、ルー・ベネット、ケニー・ドリュー、デクスター・ゴードン、ステファン・グラッペリ、カーリン・クローグ、ポール・キューン、シルヴァン・リュック、マイケル・マントラー、チャーリー・マリアーノ、パレ・ミッケルボルグ、ニールス＝ヘニング・エルステッド・ペデルセン、エンリコ・ラヴァ、トゥーツ・シールマンス、ミロスラフ・ヴィトウスといった面々と仕事している。

## ディスコグラフィ

### リーダー・アルバム
- 『ストリーム』 - Stream (1972年、Warner Bros.)
- September Man (1974年、Atlantic)
- Toots Thielemans, Philip Catherine, and Friends (1974年、Keytone)
- Guitars (1975年、Atlantic)
- 『ツイン・ハウス』 - Twin-House (1977年、Elektra) ※with ラリー・コリエル
- Splendid (1978年、Elektra) ※with ラリー・コリエル
- 『バベル』 - Babel (1980年、Elektra)
- 『エンド・オブ・オーガスト』 - End of August (1982年、WEA)
- Trio (1983年、JMS) ※with ディディエ・ロックウッド、クリスチャン・エスクーデ
- Crystal Bells (1983年) ※with ジャン・ルイ・ラシンフォッセ & チェット・ベイカー
- 『ザ・ヴァイキング』 - The Viking (1983年、Pablo) ※with ニールス＝ヘニング・エルステッド・ペデルセン
- Transparence (1987年、in-akustik)
- September Sky (1988年)
- Oscar (1990年、Igloo)
- 『スパニッシュ・ナイト』 - Spanish Nights (1992年、Enja) ※with ニールス＝ヘニング・エルステッド・ペデルセン
- 『アート・オブ・デュオ』 - Art of the Duo (1993年、Enja) ※with ニールス＝ヘニング・エルステッド・ペデルセン
- Teenagers (1996年) ※with ジョージ・ムラーツ、セルジュ・デラート
- 『ギター・グルーヴ』 - Guitar Groove (1998年、Dreyfus)
- Blue Prince (2000年、Dreyfus)
- Triangular (2000年、A Records)
- Summer Night (2002年、Dreyfus)
- Guitars Two (2007年、Dreyfus)
- Concert in Capbreton (2010年、Dreyfus)
- Plays Cole Porter (2011年、Challenge)
- Cote Jardin (2012年、Challenge)
- New Folks (2014年、ACT) ※with マーティン・ウィンド
- The String Project Live in Brussels (2015年、ACT)
- 『ゼア・ウィル・ネヴァー・ビー・アナザー・ユー』 - There'll Never Be Another You (2015年) ※with チェット・ベイカー
- La Belle Vie (2019年、Sunset)

### 参加アルバム
チェット・ベイカー
- Chet's Choice (1985年、Criss Cross)
- 『ストローリン』 - Strollin' (1985年、Enja)
- In Bologna (1985年、Dreyfus)

ケニー・ドリュー
- 『モーニング』 - Morning (1975年、SteepleChase)
- In Concert (1977年、SteepleChase)
- And Far Away (1983年、Soul Note)

フォーカス
- 『新しき伝説』 - Focus con Proby (1978年、Harvest)
- 『ライヴ・アット・ザ・BBC』 - Live at the BBC (2004年、Hux) ※1976年録音

ステファン・グラッペリ
- 『ヤング・ジャンゴ』 - Young Django (1979年、MPS)
- 『ライヴ1992』 - Live (1992年、Birdology)

ペーター・ハーボルツハイマー
- Scenes (1974年、MPS)
- Wide Open (1976年、MPS)

ヨアヒム・キューン
- Springfever (1976年、Atlantic)
- Hip Elegy (1976年、MPS)

チャーリー・マリアーノ & ヤスパー・ファントフ
- Transitory (1974年、MPS)
- Cascade (1974年、Keytone)
- 15 (1975年、Horo)
- The Door Is Open (1976年、MPS)
- 『スリープ・マイ・ラヴ』 - Sleep My Love (1979年、CMP)
- Operanoia (1996年、Intuition)
- 『ザ・グレート・コンサート』 - The Great Concert (2009年、Enja)

マルク・ムーラン
- Placebo (1974年、Harvest)
- Sam' Suffy (1975年、CBS)
- Top Secret (2001年、Blue Note)

ニールス＝ヘニング・エルステッド・ペデルセン
- 『ジェイウォーキン』 - Jaywalkin' (1975年、SteepleChase)
- 『ダブル・ベース』 - Double Bass (1976年、SteepleChase)
- Live at Montmartre Vol. 1 (1978年、SteepleChase)
- Live at Montmartre Vol. 2 (1978年、SteepleChase)

トゥーツ・シールマンス
- Toots Thielemans/Philip Catherine & Friends (1974年、Keytone)
- Chez Toots (1998年、Private Music)

クラウス・ヴァイス
- I Just Want to Celebrate (1971年、BASF)
- Sunbirds (1971年、BASF)

バルネ・ウィラン & パレ・ダニエルソン
- Sanctuary (1991年、IDA)
- Le Grand Cirque (1993年、Wan)

その他
- ジャック・セルズ & ルー・ベネット : Jack Sels (1961年、IBC)
- カーラ・ブレイ & マイケル・マントラー : More Movies (1979年、Watt)
- ジュリアン・クレール : Studio (2003年、Virgin)
- ライラ・ダルセス : A Woman's Institution (1995年、GM)
- リシャール・ガリアーノ : New Musette (1981年、Label Bleu)
- マイケル・ギブス : 『ジ・オンリー・クローム・ウォーターフォール・オーケストラ』 - The Only Chrome Waterfall Orchestra (1975年、Bronze)
- デクスター・ゴードン : 『サムシング・ディファレント』 - Something Different (1975年、SteepleChase)
- カーリン・クローグ : 『ミッシェル・ルグランを歌う』 - You Must Believe in Spring (1974年、MR5)
- ロルフ・キューン : Total Space (1975年、MPS)
- ジョン・リー : 『マンゴ・サンライズ』 - Mango Sunrise (1975年、Blue Note)
- モラーヌ : Maurane (1989年、Polydor)
- チャールズ・ミンガス : Three or Four Shades of Blue (1977年、Atlantic SD)
- エルカン・オグル : Fretless (1993年、EFA)
- パスポート : 『ドルディンガー・ジュビリー'75』 - Doldinger Jubilee '75 (1975年、Atlantic)
- ジャック・ペルツァー : Salute to the Box (1993年、Igloo)
- ジャン＝クロード・プティ : Salopes !! Vent De Panique (1987年、Milan)
- エンリコ・ピエラヌンツィ : Alone Together (2000年、Challenge)
- ジャン＝リュック・ポンティ : 『オープン・ストリングス』 - Open Strings (1971年、MPS)
- ジャン＝リュック・ポンティ & ステファン・グラッペリ : Ponty – Grappelli (1973年、America)
- アルド・ロマーノ : Alma Latina (1983年、Owl)
- ズビグニェフ・セイフェルト : We'll Remember Zbiggy (1979年、Mood)
- ディエデリック・ウィセルス & デイヴィッド・リンクス : If One More Day (1993年、Les Disques du Crépuscul)
- ロバート・ワイアット : 『シュリープ』 - Shleep (1997年、Hanibal)